# Povijest slobodnog zidarstva u Hrvatskoj
Slobodno zidarstvo u Hrvatskoj kao pokret djeluje od druge polovice 18. stoljeća. Prvu hrvatsku, ali i balkansku, ložu osnovali su 1764. godine u Glini časnici koji su sudjelovali u Sedmogodišnjem ratu. Najzaslužniji za pojavu organiziranoga slobodnog zidarstva u Hrvatskoj bio je grof Ivan Drašković. Prva hrvatska velika loža utemeljena je 1775. godine. Rad slobodnozidarskih loža na području Hrvatske bio je zabranjen u dva navrata; i to od 1795. do 1870. (izuzev Ilirskih pokrajina, 1806. – 1813.) te od 1940. do 1990. godine. Nakon samostalnosti Hrvatske ponovo dolazi do obnove slobodnog zidarstva.

## Habsburška Monarhija (1742. – 1795.)

### Početci slobodnog zidarstva na području Hrvatske: 1742. – 1775.
Prvi Hrvati stupaju u slobodno zidarstvo u njemačkim zemljama kada su pojedini ugledni Hrvati postajali članovima njemačkih loža. Tako je grof Sigismund Franjo Gundulić 17. rujna 1742. godine bio jedan od utemeljitelja prve austrijske Lože "Tri počela" (fran. Aux trois canons; njem. Zu den drei Kanonen) u Beču, osnovane pod okriljem pruske Velike lože "Tri globusa". Drugi Hrvat, grof Josip Kazimir Drašković, primljen je u istu ložu 4. siječnja 1743. godine, a članom Lože bio i hrvatski ban grof Franjo Esterházy. Dva mjeseca kasnije, 7. ožujka, grof Gundulić postaje starješina te lože.
Tek 17 godina kasnije slobodno zidarstvo iz Beča i Njemačke stiže na područje Hrvatske. Prva hrvatska loža, kao i u ovog dijela Europe, osnovana je na prostoru Vojne krajine, u Glini 1759. godine pod nazivom "Ratno prijateljstvo" (L'Amitié de la Guerre, Zur Keigsfreundschaft). Prvi njezini članovi bili su većinom hrvatski časnici koji su sudjelovali u Sedmogodišnjemu ratu koji je trajao od 1756. do 1763. godine. Glavnu ulogu kod utemeljenja imao je grof Ivan VIII. Drašković, koji je nešto kasnije, 1768. godine, izabran za prvoga poznatog starješinu Lože. Drašković je bio starješina lože do 1770. godine. Starješina Lože 1778. godine postao je viši časnik Petar Karel Ott. pl. Bátorkezs. Među članovima su bili i brojni plemići i časnici, poput grofa Franje Jelačića Bužimskog ili baruna Filipa Kneževića, a ritual se izvodio na francuskome jeziku, kasnije na latinskom. Loža je radila sve do zabrane slobodnoga zidarstva u Austriji 1795. godine.
Na poticaj grofa Ivana Draškovića u Varaždinu je 1772. godine utemeljena Loža "Savršeni savez" (Union parfaite). Utemeljitelji su bili ruski kapetan Breščić, član glinske lože varaždinski liječnik Jean Baptist Lalange, grof Stjepan Niczky, odvjetnik Pavel pl. Kugler. Prvi starješina bio je grof Stjepan Niczky, veliki župan Križevačke županije. Godine 1773. radilo je u loži 17 slobodnih zidara. Godinu dana kasnije u ložu je primljeno još osmero, a u godinama od 1776. do 1784. još dvadesetero članova. Godine 1774. loža je promijenila ime i postala loža "Sloboda" (Freiheit), da bi godine 1781. ponovno promijenila ime u "Dobar savjet" (Zum gutten Rat). Poslije prerane smrti grofa Stjepana Niczkog, Starješina lože postaje državni protokolist Aleksander Pastori (Paszthory, 1749. – 1759.). Varaždinska loža je radila na latinskom, a kasnije na njemačkom jeziku. Nakon 1785. godine više se nigdje ne spominje.
U Zagrebu je 1773. godine utemeljena Loža "Mudrost" (Prudentia). Njezin utemeljitelj bio je grof Ivan Drašković uz pomoć berlinske Velike lože "Tri globusa". Iz tog razdoblja (1778.) poznati su neki članovi lože kao Maksimilijan Čolić, Nikola Dolovac, Antun Kukec, Nikola pl. Škrlec, kanonik i kasniji zagrebački biskup Maksimilijan Vrhovac, član Lože od 1778. godine, kasnije zamjenik starješine (1784.) i govornik u Loži s tajnim imenom "Publicola". Starješina Lože bio je 1778. godine zagrebački biskup Josip Galjuf s tajnim imenom "Ebiscius". Godine 1784. starješina lože bio je liječnik Ignacij pl. Verbega. Loža je najprije radila na latinskom jeziku. Godine 1784. promijenila je ime u "Mudrost" (Klugheit), a radila je na njemačkom jeziku. Te godine je u Loži bilo 25 članova. Godine 1786. starješina Lože je doktor slobodnih umijeća i filozofije Antun Kukec. Loža "Mudrost" radila je do 1786. godine kada je zatražila zaštitu Velike pokrajinske lože Ugarske.
U Osijeku je 1773. godine utemeljena Loža "Budnost". Utemeljio ju je grof Stjepan Niczky, koji je vjerojatno bio i prvi starješina Lože. Godine 1776. starješina je postao Franjo Dolovac, podžupan Virovitičke županije. Godine 1785. starješina je bio grof Juraj Niczky, nećak Stjepana. Godine 1785. radilo je u loži više od 40 članova. U početku je loža radila na latinskom, a nakon 1780. kada je uzela njemačko ime "Zur Wachsamheit" (Budnost) na njemačkom jeziku. Loža je radila do 1791. godine.
Na poticaj grofa Stjepana Niczkyja utemeljena je 1773. godine loža i u Križevcima. O loži nisu sačuvani nikakvi dokumenti. Ne zna se ni za ime lože. Pretpostavlja se da su članovi bili uglavnom tadašnji časnici garnizona. Najvjerojatnije je prestala raditi 1777. godine nakon smrti grofa Stjepana Niczkog.
Druga varaždinska Loža "Sloboda" (Libertas) utemeljena je 1775. godine. Uz pomoć petorice majstora, koji su radili u prvoj varaždinskoj loži "Savršeni savez", grof Ladislav Erdödy utemeljio je novu ložu pod imenom "Kod tri zmaja" (Zu den drei Drachen). Pri tom su se za pomoć obratili bečkoj Loži "Okrunjena nada" (Zur gekrönten Hoffnung), a suglasnost o utemeljenju došla je tek 1776. godine tako da je loža započela rad pod novim imenom "Prijateljstvo" (Zur Freundschaft) na njemačkom jeziku. Prvi starješina lože bio je grof Franjo Lovro Drašković. U loži je radilo više od 30 članova i to do godine 1795. kada je bilo zabranjeno slobodno zidarstvo.

### Velika pokrajinska loža Hrvatske: 1775. – 1795.
U Dvorcu Brezovica kraj Zagreba je od 22.–24. lipnja 1775. godine utemeljena je nova Velike pokrajinske lože Hrvatske (lat. Latomia Libertatis sub Corona Hungariae in Provinciam redacta). Pod njezinom zaštitom su radile glinska, zagrebačka, varaždinska i križevačka loža. Na konferenciji je usvojena Konstitucija i zajednički rituali po tzv. Draškovićevom sustavu. Prihvaćen je sustav s tri stupnja. Nezavisna hrvatska Velika loža utemeljena je na osovi starih dužnosti i podijeljena na dva orijenta: "Ultra Savam" (Ratni savez; Militärische Union) kojem su pripadali Glina i Zagreb te "Cis Savam" (Slobodni savez; Freie Union) kojem su pripadali Varaždin i Križevci. Na čelu Velike lože stoji Veliki majstor, a na čelu svakog okruga zastupnik Velikog majstora (Comendator).
U Budimu je 1775. godine utemeljena je Loža "Velikodušnost" (lat. Ad magnanimitatem; njem. Zur Grossmut; mađ. Nagyszivüseghez). Utemeljio ju je grof Ivan Drašković i radila je u okviru njegovog sustava. U godinama od 1775. do 1778. u njoj je radilo više od 50 članova; među njima do sada manje poznati slobodni zidari (Adalbert Adam Barić, ljubljanski nadbiskup Ivan Michael pl. Brigido, barun Pavao Davidović, dubrovački liječnik Matija Philadelphi, isusovac Stjepan Katona, grof Josip Klobušicky, isusovac M.J. Kovačić, grof Pavel Szapary iz Murske Sobote, književnik Stjepan pl. Vujanovski). Prvi starješina Lože bio je kapetan Josip Jesenovski. Godine 1778. ložinski čekić preuzeo je barun Josip Orczy, a nakon samo četiri održana rada starješina je postao grof Josip Haller.
Prema povijesnim podacima u Draškovićev sustav 1776. godine ušla je i bratislavska Loža "Šutljivost" (Ad taciturnitatis, Zur Verschwiegenkeit, Hallgatsághaz). Nakon dvije godine imala je već 44 člana. Godine 1778. starješina te lože bio je kanonik, kasnije biskup Franjo Frh. Splény. Godine 1781. na čelu lože bio je carsko-kraljevski komornik Josip Frh. Splény. U loži su radili i hrvatski slobodni zidari Nikola Škrlec, Lazar Somšić, Antun Holzmann, Josip Černel i dr.
Časnička Loža "Nepobjediva ruka vojske" (fran. L' Invincible aux bras Armés) je 1777. godine u Otočcu. Sastavljena je bila od austrougarskih časnika hrvatskog podrijetla koji su služili u regimenti Gyulay. Ložu je utemeljio grof Ivan Drašković. Prvi starješina bio je pukovnik Danijel pl. Peharnik-Hotkević, član Lože "Ratno prijateljstvo" iz Gline. Regimenta je kasnije otišla iz Gline u češki grad Ústí na Labi, a loža je tamo dalje radila na francuskom. Nakon smrti grofa Ivana Draškovića (1787.) o loži nema podataka.
Na trećoj Skupštini Velike provincijalne lože Hrvatske 17. prosinca 1777. godine usvojeni su novi statuti i rituali, tzv. Draškovićeva opservancija. Skupštinu je sazvao zamjenik Velikog majstora grof Stjepan Niczky, koji je umro za vrijeme trajanja skupštine. Tek 1778. godine godine je konstituirana Velika provincijalna loža Hrvatske. Veliki majstor postao je grof Ivan Drašković, prvi nadzornik bio je Aleksandar pl. Pastori, drugi nadzornik pukovnik Knežević iz glinske lože u kojoj je bio prvi nadzornik, glavni zastupnik Velikog majstora postao je grof Franjo Szplény, a tajnik lože kapetan Paunsenwien iz budimske lože. U toj godini po Draškovićevom je sustavu radilo devet loža: "Sloboda" u Varaždinu, "Mudrost" u Zagrebu, "Ratno prijateljstvo" u Glini, "Nepobjediva ruka vojske" u Otočcu, "Budnost" u Osijeku, "Velikodušnost" u Budimu, "Šutljivost" u Bratislavi, kao Loža "Zeleni lavovi" u Pragu i Loža "Tri bijela ljiljana" u Temišvaru. Druga varaždinska Loža "Prijateljstvo" nije se priključila Draškovićevom sustavu, već je ostala pod zaštitom Velike državne lože u Berlinu.
U Karlovcu je 1780. godine utemeljena Loža "Hrabrost" (Zur Tapferkeit). Vjerojatno je i tu ložu utemeljio grof Drašković. Delegati ove lože bili su 1784. godine na slobodnozidarskoj skupštini u Beču, jer je loža radila neko vrijeme pod zaštitom Velike lože Austrije. Iz te godine poznat je popis deset slobodnih zidara iz Karlovca. Starješina lože bio je grof Franjo Gyulay s tajnim imenom "Nestor" ili podmaršal grof Samuel Gyulay, zapovjednik Karlovca, u doba kada je Karlovac uzdignut u slobodni kraljevski grad. Njegov sin Ignjat Gyulay, kasnije hrvatski ban, bio je član bečke lože "Kod tri orla" (1783.). Loža "Hrabrost" radila je na njemačkom jeziku. Nakon smrti grofa Draškovića (1787.) o loži nema podataka.
Grof Ivan Drašković je 28. veljače 1781. godine sazvao slobodnozidarsku Skupštinu u Pešti na kojoj je prihvaćeno utemeljenje sedam velikih pokrajinskih loža. Tako je nastala i Velika pokrajinska loža za Erdelj, Hrvatsku i Dalmaciju sa sjedištem u Sibiu. Pod njezinom zaštitom radilo je radilo 12 loža.
Prvi Kongres slobodnih zidara održan je 22. travnja 1784. godine u Beču. Tu su delegati utemeljili Veliku zemaljsku ložu, sastavljenu samo od četiri pokrajinske velike lože. Ugarska pokrajinska loža okupila je lože iz Ugarske, Hrvatske, Slavonije i Dalmacije.
U Parizu je od 15. veljače do 26. svibnja 1785. godine radio višemjesečni konvent europskih slobodnih zidara. Na njemu su kao delegati iz austrijskih, ugarskih i hrvatskih loža sudjelovali Dietrichstein, Esterházy, Mátolay, Pállfy, Prevôt i Szápary. Ovaj konvent se po drugi puta sastao od od 8. ožujka do 25. svibnja 1787. godine.

### Zabrana slobodnog zidarstva u Monarhiji: 1795.
Vođa ugarske jakobinske urote i slobodni zidar Ignjat Martinović, utemeljitelj "Društva reformatora" i "Društva slobode i jednakosti" s kojima je htio sprovesti demokratsku revoluciju i ostvariti federativnu ugarsku republiku po uzoru na Francusku revoluciju, je unićen 23. srpnja 1794. godine. Osumnjičeni su bili i neki hrvatski slobodni zidari. Među njima i Maksimilijan Vrhovac, koji je tada, vrlo vjerojatno, spalio prvi dio svog "Dnevnika" (Diariuma), u kojem je bilježio kontakte sa slobodnim zidarima. Hrvatski slobodni zidar Josip Kralj, osumnjičen za sudjelovanje u Martinovićevoj uroti, izvršio je samoubojstvo 4. veljače 1795. godine u jednom peštanskom svratištu, tako da vlasti nisu mogle otkriti nijednog hrvatskog Martinovićevog istomišljenika. Prije smrti napisao je kraću poruku kojom tumači razloge svoga čina: "Slobodan sam živio, pa radije kao slobodan umirem, nego da ma i jedan sat budem okovan u lance." U Pešti, na Krvavom polju, 20. svibnja iste godine smaknuti su urotnici i slobodni zidari Josip Haynoczy, Hrvat Ivan Lacković, Franjo Szentmariaji, grof Szigraj i Ignjat Martinović.
Nakon toga je 6. lipnja 1795. godine carskim dekretom Franje II. zabranjeno je slobodno zidarstvo u čitavom Habsburškoj Monarhiji, a time i u Hrvatskoj. Sve slobodnozidarske lože u Hrvatskoj tada prestaju s radom. Obnavljanje rada slobodnozidarskim ložama dolazi tek 1870-ih.

## Francuska vladavina (1806. – 1813.)
Za vrijeme uspostave Ilirskih pokrajina pod vlašću Napoleona Bonaparte, viđeniji suradnici francuskih vlasti u dijelu Hrvatske južno od Save su članstvom u više loža, koje su se osnivale uz važnije vojne garnizone, dokazivali uključenost u elitu Francuskog Carstva; ta je elita u slobodno zidarstvo bila uključena praktično bez iznimke.
Prva Loža "Eugen Napoleon" (fran. Loge De Saint Jean de Jérusalem Franco - Dalmato sous le titre distinctif Eugene Napoleon a L' Orients de Zara) bila je osnovana u Zadru 23. ožujka 1806. godine. Do 1809. godine radi pod zaštitom Velikog orijenta Italije u Milanu, a od 1809. pod zaštitom Velikog orijenta Francuske u Parizu. Pravila Lože izašla su 7. siječnja 1808. godine u nakladi od 600 primjeraka. Pored tri stupnja imali su i stupanj viteza ružinog križa. Jezik lože bio je francuski, a možda i talijanski. Loža je radila do 1813. godine i u njoj je bilo više od 30 članova.
Loža u Splitu nepoznatog imena utemeljena je 1806. godine. Osnutak lože odobrio je Veliki orijent Italije. U loži su bili i članovi iz Trogira i Makarske. U loži je radilo više od 50 slobodnih zidara, i to na francuskom jeziku sve do do 1813. godine.
Loža "Prijatelji istine" (fran. Loge de St. Jean le titre distinctif des amis de la victoir) u Kotoru osnovana je 1807. godine na poticaj francuskog časnika Martela i dubrovačkog svećenika Ignjata Bana. Loža je pripadala Velikom orijentu Francuske. Braća su radila u domu kneza Beskuća. Kasnije su se neki članovi lože javno odrekli pripadnosti slobodnom zidarstvu. U Dubrovniku je utemeljena Loža "Ilirska zvijezda" (fran. L' Étoile Illyrienne) 1808. godine dobivši zaštitu Velikog orijenta Francuske. Poznate starješine Lože bili su Karlo Bajamonti, Vlaho Brnja i Vlaho Kaboga. Loža je imala više od 30 članova i radila je do 1813. godine. Član ove lože je bio i pjesnik Antun Kojović.
Loža u Šibeniku nepoznatog imena utemeljena je 1809. godine. Bilo je primjedaba na njezin neispravan rad te je stavljena pod zaštitu zadarske lože. U njoj je radilo samostalno više od 20 članova. Loža u Rijeci nepoznatog imena utemeljena je također 1809. godine. U ovoj loži pod zaštitom Velikog orijenta Francuske radilo je 30 članova. Iste 1809. godine u Karlovcu je utemeljena Loža "Sveti Ivan Hrvatski" (fran. Loge de Saint Jean De Croatie) i to na poticaj ljubljanske lože. Starješina je bio Nizozemac Ivan Viererdeels, koji je došao iz riječke lože. U loži je radilo 30 članova. Šibenska, riječka i karlovačka loža su radile do 1813. godine.
Nakon poraza Francuske u bitci kod Leipziga i ukinuća Ilirskih provincija 1813. godine i povratka austrijskih carskih vlasti na tom su području sve lože prestale raditi, a austrijske su vlasti počele progoniti slobodne zidare.

## Djelovanje u ugarskom dijelu Austro-Ugarske (1870. – 1918.)
Prve lože hrvatskih slobodnih zidara, nakon zabrane njihovog rada u Habsburškoj Monarhiji 1795. godine, osnivane su u ugarskom dijelu carstva tek poslije 1867. godine i tadašnje podjele carstva u dvojnu monarhiju Austro-Ugarsku. Tako je u Sisku je 6. ožujka 1870. godine bio osnovan masonski klub "Vjenčić". Utemeljili su ga agent dunavskog parobrodarskog društva Sigismund Feigl, Matias Laxa i Aleksandar Friedrich, svi iz Siska, koji su prije toga primljeni u mađarsku Ložu "Domoljublje" (Vaterlandsliebe, Honszeretet) u Baji. Njima se ubrzo pridružuju i 6 sisačkih trgovaca i mještana. Radili su u Laxovoj kući. Dvije godine kasnije, 11. veljače 1872. godine oni podnose zamolbu za odobrenje osnivanja lože koji Velika loža Ivanovskog reda Ugarske u Budimpešti odobravaju 5. listopada. Ovo loža je tada počela raditi pod imenom "Ljubav bližnjega" (Zur Nächstenliebe). Odobrenje konstitucija, koja su bila napisana na njemačkom i prevedena na hrvatski jezik, potpisao je otac Adolfa Mihalića. Prvi starješina Lože bio je Feigel (do 1878.). U loži je radilo 19 članova. Ova loža u Sisku radila je zadnji put pod vodstvom starješine Emila Milinovića 22. veljače 1885. godine. Šest godina kasnije, 10. rujna 1891. godine, članovi lože "Ljubav bližnjega" podnose molbu za registraciju velikom majstoru Velike simboličke lože Ugarske Stjepanu Rakowskom u Budimpešti.
U peštanskoj Loži "Demokracija" (Demokratia páholy) br. 45 primljeno je, unaprjeđeno i podignuto u stupanj majstora 6. ožujka 1892. godine šestoro zagrebačkih tražitelja. To su bili Spiridion Brusina, Ivan Baleško, Robert Fischbach, Fran Folnegović, Antun Dutković, Adolf Mihalić i Edmund Kolmar, a jamci su bili Ivan Bojničić (primljen u mađarsku ložu 1890.) i Antun Schlesinger. Oni su šest mjeseci kasnije, 14. rujna, u Zagrebu utemeljili Ložu "Hrvatska vila" br. 57, prvu koja je radila na hrvatskom jeziku. Ova loža je na početku imala petnaest članova i radila je pod zaštitom Velike simboličke lože Ugarske. Prvi starješina bio je Bojničić, 1. nadzornik Schlesinger, 2. nadzornik Balaško, tajnik Mihalić, govornik Folnegović, dvernik Fischbach i rizničar Kolmar. Prvi ritualni rad imali su 19. prosinca. Za počasnog člana izabran je Emil Malinarić, a u Ložu su primljeni i trgovac Ivan Laxa i posjednik Makso Leitgebel. "Bijeli stol" je bio u Folnegovićevom domu. Tijekom 1892. i 1893. godine loža je imala 14 učeničkih, 2 pomoćnička i jedan majstorski rad, a na kraju 1893. godine imala je 21 člana. Vlasti u Zagrebu su 8. ožujka 1893. potvrdile konstituciju lože, a na molbu za registraciju odgovorile su tek 17. siječnja 1896. godine tako da je Loža radila bez odobrenja vlasti. Zbog nesporazuma u Loži 1. ožujka 1894. godine izabran je novi starješina, Spiridion Brusina, a Bojničić izlazi iz Lože. Bojničić je Loži otkazao gostoprimstvo u svom domu, te je Loža privremeno radila u hotelu "K caru Austrijanskom", zatim u prostorijama Prirodoslovnog muzeja, a godine 1895. te u domu kipara Luigia Pierottia. 
Prva knjiga o slobodnim zidarima na hrvatskom jeziku autora Simona Frangeša pod naslovom Slobodni zidari ili framasonstvo izašla je 1894. godine. Odmah su se počeli pojavljivati protuzidarski članci. Knjigu i hrvatsko slobodno zidarstvo tada su napali prof. teologije dr. Josip Rieger, prof. prava dr. Šandor pl. Bresztyenski i sveučilišni profesor dr. Marchetti. Dvije godine kasnije, član Lože "Hrvatska vila" Folnegović je napisao je knjigu Otvorite oči. Pod pritiskom javnog mnijenja Spiridon Brusina se 1896. godine morao zahvaliti ne samo na starješinstvu Lože nego i na sveučilišnoj katedri i na ravnateljstvu Prirodoslovnog muzeja, a Starješina lože Hrvatska vila postaje Slavoljub Buljan. Do toga je došlo, jer su urednici Obzora 11. siječnja te godine objavili podatke i imena članova Lože "Hrvatska vila". Posljednji rad Loža je imala 29. travnja 1904. godine.
U Rijeci je 9. ožujka 1901. godine utemeljena Loža "Sirius". Radila je pod zaštitom Velike simboličke lože Ugarske. Starješina lože bio je direktor Kreditne banke Arthur Steinacker. Kako je u loži bilo više Talijana loža je radila na talijanskom jeziku. Iste godine u Osijeku se okupilo petnaestero članova Lože "Ljubav bližnjega" kako bi utemeljili Vjenčić članova istoimene lože.
Sisački slobodni zidari 19. travnja 1903. godine prenose sjedište Lože "Ljubav bližnjega" u Zagreb. Četiri mjeseca nakon prestanka rada Lože "Hrvatska vila", 18. studenoga 1904. godine Loža "Ljubav bližnjega" počinje s radom u Zagrebu. Svijetlo je u Ložu unio zastupnik Velike simboličke lože Ugarske Marcel Glaser, tada tajnik Lože "Humboldt" u Pešti. Nazočni su bili predstavnici Lože "Sirius" iz Rijeke kao i predstavnici Lože "Pobratim" iz Beograda.
Nakladna radionica Lože "Ljubav bližnjega" je 1907. godine tiskala je u Zagrebu Lessingovu knjižicu Razgovori o slobodnom zidarstvu, uz predgovor Adolfa Mihalića, tada prvog čovjeka hrvatskog slobodnog zidarstva. U Rimu na slobodnozidarskoj obljetnici Giuseppea Garibaldija u srpnju 1910. godine zagrebačku Ložu je predstavljao Spiridion Brusina. Adolf Mihalić je, pod pseudonimom Ivan Prigorski i uz potporu Lože, 1911. godine objavio propagandnu knjigu o slobodnom zidarstvu namijenjenu hrvatskoj javnosti pod naslovom Listovi o slobodnom zidarstvu. Hram Lože u Zagrebu u ulici Mošinskoga 22 (danas Nazorova ulica 24) se svečano otvara 2. veljače 1912. godine u nazočnosti velikog majstora Velike simboličke lože Ugarske. Prisustvovali su predstavnici Lože "Sirius" iz Rijeke, sedam mađarskih loža, talijanske lože iz Barija, triju loža iz Beograda i Lože "Triluminat 767" iz Chicaga. Kasnije 1912. godine došlo je i do prvih nesporazuma u Loži "Ljubav bližnjega".
Sedmorica slobodnih zidara su u Opatiji 1910. godine utemeljili Vjenčić "Humanitas" pod patronatom istoimene matinčne lože iz Bratislave i pod zaštitom Velike simboličke lože Ugarske. Starješina "Vjenčića" bio je dr. Fedor Geza. Godine 1912. utemeljena je Loža "Budnost" u Osijeku. Njezin utemeljitelj je bio Mirko Hermann.
Osamnaestorica slobodnih zidara iz Zagreba 16. ožujka 1913. godine traže pokrivanje kako bi mogli utemeljiti novu, južnoslavenski orijentiranu ložu. Narednog dana, 17. ožujka, utemeljena je nova zagrebačka Loža "Maksimilijan Vrhovac". Njezin prvi starješina bio je učitelj, pedagog i književnik Davorin Trstenjak. Njegov zamjenik postao je dr. Roko Joković.
U rujnu 1913. godine Loža "Ljubav bližnjega" izdaje prvi broj slobodnozidarskog časopisa Glasnik. U to vrijeme Trojednoj Kraljevini radile su tri lože: "Ljubav bližnjega" i "Maksimilijan Vrhovac" u Zagrebu te "Budnost" u Osijeku, s više od stotinu aktivnih članova. Početkom Velikog rata rad u zagrebačkim ložama se privremeno obustavlja. Loža "Maksimilijan Vrhovac" mirovala je do jeseni 1917. godine. Loža "Ljubav bližnjega" sa svojim radom kreće već 18. siječnja 1915. godine. Ona je 22. prosinca 1916. pokrenula "Prosvjetnu biblioteku" koja od svibnja naredne godine izdaje knjige Machiavellija, Montesquiea, Rousseaua, Theodora Roosevelta, Vinka Kriškovića i Natka Nodila.
Loža "Ljubav bližnjega" je 29. kolovoza 1918. godine promijenila je pravila, kako bi mogla uspostaviti Veliku ili barem Provincijalnu ložu. Veliki majstor Velike simboličke lože Ugarske pristao je da se utemelji Provincijalna velika loža Hrvatske. Dva mjeseca kasnije, 24. studenoga, Povjereništvo Narodnog vijeća za unutarnje poslove Hrvatske i Slavonije odobrilo je utemeljenje Velike lože "Ljubav bližnjega".

## Kraljevina Jugoslavija (1919. – 1940.)
Nakon raspada Austro-Ugarske nastaju okolnosti u kojima se slobodno zidarstvo u Hrvatskoj može jače razvijati, pod okriljem loža iz Srbije, koje su bile u dobrim odnosima s državnim vlastima u Beogradu.
Velika loža "Ljubav bližnjega" dana 11. siječnja 1919. godine postaje Matica velika loža "Ljubav bližnjega". Kod donošenja ove odluke bilo je mnogo nesporazuma između Slavena i neslavena, jugoslavenski orijentiranih članova i nacionalno orijentiranih Hrvata kao i oko židovskih članova. Dio članova zatražio je dopust i pokrivanje zbog utemeljenja dviju novih loža, "Grof Ivan Drašković" i "Jednakost". Tako je nova Loža "Grof Ivan Drašković" u koju je svijetlo unio Veliki majstor Adolf Mihalić utemeljena 28. veljače iste godine, dok Loža "Jednakost" nije nikada utemeljena.
U Beogradu je Veliki savjet Srbije, koji je radio po Škotskom obredu (s višim stupnjevima), predložio da se u Kraljevini Srba, Hrvata i Slovenaca utemelji jedinstvena Velika loža Srba, Hrvata i Slovenaca "Jugoslavija" sa sjedištem u Beogradu. Kako su hrvatske lože radile pod zaštitom Velike simboličke lože Ugarske po Ivanovskom ritualu (na samo tri stupnja) Veliki savjet se složio da i srpske lože prihvate Ivanovski ritual, s tim da Veliki Savjet nastavi dalje raditi. Izvanredna skupština svih loža na prostoru Kraljevine, koja je proglasila Veliku ložu Srba, Hrvata i Slovenaca "Jugoslavija" sa sjedištem u Beogradu, održana je u Zagrebu 9. lipnja 1919. godine. Ime ove lože vezalo se uz naziv Kraljevine budući da Slovenci u to vrijeme nisu imali niti jednu ložu. Prvi veliki majstor Velike Lože SHS "Jugoslavija" postao je Đorđe Weifert, tadašnji guverner Narodne banke.
Pod zaštitom Velike lože SHS "Jugoslavija" radile su hrvatske lože "Maksimilijan Vrhovac" i "Grof Ivan Drašković" iz Zagreba i "Budnost" iz Osijeka, te tri lože iz Beograda. U dokumentu o utemeljenju ove velike lože prešućeno je postojanje Matice velike lože "Ljubav bližnjega", pod čijom zaštitom je utemeljena Loža "Grof Ivan Drašković". Zbog svega toga, kao i zbog dubljih političkih razloga, hrvatski slobodni zidari utemeljili su novu Ložu "Pravednost". Starješina ove najmlađe zagrebačke lože, posvećene 12. travnja 1921. godine, postao je Vladimir Katičić.
Loža "Maksimilijan Vrhovac" postala je loža na koju su se oslanjali vođe jugoslavenskih slobodnih zidara u Beogradu. Sama loža uspješno je širila slobodno zidarstvo u Dalmaciji i Sloveniji. U Dubrovniku je 7. lipnja 1925. godine utemeljena Loža "Sloboda" koja je više od 30 članova. Godine 1926. u Kotoru je utemeljena Loža Zora. Svojim radom ponovo je započela Zagrebačka Loža "Ljubav bližnjega" ponovo je započela sa svojim radom 16. lipnja 1926. godine.
U Zagrebu je 17. lipnja 1926. godine utemeljena Loža "Prometej" koja nije radila pod zaštitom Velike Lože "Jugoslavija". Članovi ove lože donijeli su deklaraciju kojom ističu kako ne postoji nacionalno, pa tako ni jugoslavensko slobodno zidarstvo, već samo slobodno zidarstvo u pojedinim zemljama. Takva načelna izjava bila je zapravo kritika političkog angažiranja Velike Lože "Jugoslavija". Sukob je rastao, jer su za razliku od srpskih slobodnih zidara, koji su svoj rad usmjeravali kroz politiku, hrvatska braća smisao i vrijednost svoga rada vidjeli u humanističkom odnosu prema svijetu. Zbog svega toga Velika Loža "Jugoslavija" je 3. siječnja 1927. godine donijela akt o suspenziji zagrebačke Lože "Prometej". Nakon toga dio članova, koji je izašao iz Lože "Pravednost" kao i iz Lože "Grof Ivan Drašković", utemeljili su novu, od Velike Lože "Jugoslavija" nepriznatu, Ložu "Amicitia".
Nekoliko mjeseci kasnije, 29. svibnja 1927. godine, održana je skupština utemeljenja Lože "Ljubav bližnjega", Lože "Prometej" i Lože "Amicitia", na kojoj je proglašena Velika simbolička loža "Libertas". Veliki majstor je postao Veljko Tomić. Ove tri lože imale su oko 80 članova.
Prva židovska Loža "Zagreb" utemeljena je 20. studenoga 1927. godine pod zaštitom Velike Lože u Istanbulu. Vrlo brzo imala je više od pedeset članova. U Splitu je 29. svibnja 1929. godine utemeljena Loža "Pravda" koja je imala oko 20 članova. 8. lipnja iste godine u Zagrebu je utemeljena Loža "Perun" pod zaštitom Velike Lože "Jugoslavija". Kasnije te godine u Zagrebu su utemeljene Loža "Neptun" i Loža "Ruđer Bošković" u kojima je ukupno radilo oko 60 članova. Uz pomoć zagrebačkih slobodnih zidara u Ljubljani je 1931. godine utemeljen vjenčić "Valentin Vodnik" iz kojeg je kasnije nastala istoimena loža.
U Zagrebu je 23. siječnja 1932. godine utemeljena Loža "Pitagora", pod zaštitom Međunarodnog reda Le Droit Humain sa sjedištem u Parizu, kao samostalna nacionalna i mješovita loža. Tri godine kasnije, utemeljena je još jedna mješovita Loža "Humanitas" u Zagrebu. U ove dvije lože radilo je više od pedeset muškaraca i žena.
Druga židovska Loža "Menora" utemeljena je u Osijeku 1934. godine. Velika loža "Jugoslavija" je 24. lipnja 1938. godine na Sušaku utemeljila vjenčić "Luč Kvarnera". U studenom 1938. godine prestaje s radom Velika simbolička loža "Libertas", između ostalog i zbog prodaje Hrama u ulici Mošinskoga u Zagrebu. 
U Zagrebu je 19. svibnja 1940. godine utemeljena Loža "Bratstvo" pod zaštitom Velike lože Jugoslavija u kojoj prvi starješina bio Radoslav Horvat. Iste godine je u Zagrebu objavljena knjiga Mirka Glojnarića Masonerija u Hrvatskoj. U njoj je objavljen popis s imenima zagrebačkih slobodnih zidara, ali i imena onih koji to nikada nisu bili. Neki su zbog toga tužili autora knjige u procesu koji je započeo 10. veljače 1941. godine i završio 1942. godine s oslobađajućom optužbom Glojnarića.

## Fašizam, nacizam i komunistička Jugoslavija (1940. – 1990.)
Führer Njemačkog Reicha Adolf Hitler i predsjednik Vlade Kraljevine Italije Benito Mussolini nisu priznavali slobodnozidarsku ideologiju i organizaciju. U takvom ozračju je 5. kolovoza 1940. godine Kraljevina Jugoslavija usvojila zakon po sili kojeg se prestale raditi sve lože pod zaštitom Velike Lože "Jugoslavija" pa tako i lože u Hrvatskoj. Nekoliko dana prije toga sve su zagrebačke lože poslale svoje arhive u Beograd.
Uspostavom Nezavisne Države Hrvatske 1941. godine nastavlja se zabrana rada slobodnim zidarima. U noći 10. na 11. studenoga iste godine ustaške vlasti uhitile su u Zagrebu četrdesetak slobodnih zidara. Hapšenje je trebalo biti nastavljeno idućih dana, ali je zbog velikog uzbuđenja i revolta koji je nastalo u intelektualnim krugovima Zagreba njemačka vojna komanda spriječila dalje izvođenje akcije. Nekoliko dana kasnije svi su uhićeni prebačeni u logor Jasenovac, a zatim u logor Stara Gradiška. U logoru je umro dr. Oton Gavrančić a ubijeni su slobodni zidari grof Josip Bombelles i Manco Gagliardi, koji nisu bili uhićeni sa zagrebačkim slobodnim zidarima nego su naknadno dovedeni u logor. Do početka travnja 1942. gotovo svi slobodni zidari otpušteni su iz logora.
Poslije završetka Drugog svjetskog rata slobodnozidarsko organiziranje i djelovanje bilo je zakonom zabranjeno i strogo kažnjivo i u vrijeme SFR Jugoslavije tako da nisu postojale mogućnosti da hrvatski slobodni zidari djeluju u ovom razdoblju. 
Do obnavljanja slobodnog zidarstva u Hrvatskoj 1990-ih preživjela su samo dva člana hrvatskih loža s kraja 1930-ih, zagrebački arhitekt Antun Tunč Ulrich i poduzetnik u Brazilu Eugen Laxa, sin Vladimira Laxa.

## Obnova rada u neovisnoj Hrvatskoj (od 1991.)
Obnova djelovanja hrvatskih slobodnih zidara započela je 1990. godine s demokratskim promjenama kada je stvoren teren za rad slobodnih zidara. Inicijativu za formiranje masonstva u Hrvatskoj pokrenuo je 1991. godine austrijski mason Čedo Kirchner u ime Velike lože Austrije, a u dogovoru s nekolicinom hrvatskih i slovenskih masona. U Beču je 21. ožujka 1992. formirana Loža "Ilirija", u kojoj je primljeno 13 masona iz Hrvatske i pet iz Slovenije. Rješenjem Ministarstva uprave Republike Hrvatske odobren je 21. rujna 1994. upis Velike lože Hrvatske u Registar udruga RH. 
Velika loža Austrije je 14. rujna 1996. godine "unijela svijetlo" u tri uspostavljene lože u Hrvatskoj, i to "Hrvatska vila", "Grof Ivan Drašković" i "Tri svjetla". Istoga dana loža "Illyria" je prestala s radom. Nakon nešto više od 56 godina tako je ponovno oživio Orijent Zagreb, pa je time omogućeno osnivanje prve hrvatske samostalne velike lože. Na molbu spomenute tri hrvatske lože veliki majstor Velike lože Austrije "unosi svjetlo" u Veliku ložu Hrvatske 8. studenoga 1997. godine u Trakošćanu. Ujedinjena velika loža Engleske je 8. prosinca 1999. godine priznala Veliku ložu Hrvatske kao jedinu regularnu u Hrvatskoj.
Mješovita Loža "Hermes" osnovana je 7. srpnja 2013. godine u Zagrebu pod zaštitom Velikog orijenta Slovenije. Nakon loža pod zaštitom Le Droit Humain koje se djelovale tijekom 1930-ih ovo je prva mješovita loža u Hrvatskoj. S liberalne strane, sve do sredine 2016. godine u Hrvatskoj postoji pet obedijencija, među kojima i Velika nacionalna loža Hrvatske koja je nastala pod zaštitom Velike lože Italije, a od nje se odvojila 2014. godine. Do značajnijih promjena dolazi u drugoj polovici 2016. godine kada se osniva loža koja će kasnije formirati Veliki orijent Hrvatske. Posljednjih godina iz Velikog orijenta nastaju četiri nove organizacije, a iz Velike nacionalne lože još jedna.
U studenom 2024. godine Express je objavio da je smjenjeni ministar zdravstva Vili Beroš bio član Lože "Pravednost" koja radi pod okriljev Velike lože Hrvatske.